# 上蓬口岸
23°14′36″N 105°28′55″E / 23.24333°N 105.48194°E
上蓬口岸，是越南河江省苗旺县的一个边境口岸。该口岸与中国广西壮族自治区文山州富宁县田蓬镇的田蓬口岸相接。1991年11月7日，中越两国政府在北京签订《关于处理两国边境事务的临时协定》，决定恢复开通田蓬——上蓬陆路边境口岸，规定了双方进出口商品的种类和贸易额度。